# Ліам Гаулетт
Ліам Пол Періс Гаулетт (англ. Liam Paul Paris Howlett, *21 серпня 1971, Брейнтрі, Велика Британія) — англійський автор пісень, музичний продюсер, засновник та лідер електронного гурту The Prodigy, а також ді-джей.

## Ранні роки та кар'єра
Ліам Гаулетт народився у м. Брейнтрі, графство Ессекс, Англія.
З раннього дитинства він навчався грі на фортепіано. У віці 14 років він міксував пісні, записані з радіо використовуючи кнопку паузи на касетному плеєрі. Першим його музичним захопленням став хіп-хоп, з яким він познайомився, відвідуючи старшу школу в Брейнтрі. Через це він навчився танцювати брейк-данс, а також створив свій перший гурт під назвою Cut to Kill, де був ді-джеєм. Проте після бійки на одному з концертів, Ліам залишив гурт та почав працювати над своїм проектом окремо, пишучи музику.
Він захопився олдскул хардкором та відвідав свій перший рейв у 1989 році.

## The Prodigy
Гаулетт та Кіт Флінт заснували The Prodigy у 1990 році.

## Композитор
| Рік  | Українська назва  | Оригінальна назва | Примітка |
| ---- | ----------------- | ----------------- | -------- |
| 2022 | Вибирай або помри | Choose or Die     | фільм    |

## Інші музичні проекти
У 1998 році Гаулетту запропонували зробити мікс для радіо-шоу Мері Енн Гобсс. Він зробив мікс із кількох своїх улюблених треків і це спонукало його у 1999 р. випустити відредаговану (через авторські права) версію міксу. Це був перший матеріал, який був записаний на його новій домашній студії під назвою «The Dirtchamber», тому і альбом він назвав відповідно — «The Dirtchamber Sessions Volume One».
В кінці січня 2006 року виходить «Back to Mine: Liam Prodigy» - альбом-колекція улюблених треків Ліама, включаючи ексклюзивний трек The Prodigy під назвою «Wake the Fuck Up», який часто звучав як інтро на живих виступах гурту.
Хаулетт продюсував дві пісні Dirty Candy під назвою «Nail Em» і «Advice».
Ліам був співпродюсером треку «Immunize» від австралійського драменбейс проекту Pendulum. Трек випустився на альбомі Immersion австралійців у 2010 році.
У 2012 році Ліам Гаулетт був співпродюсером першого синглу «We Hate Everyone» на EP «Eyes Shut» від K.Flay. Він також продюсував пісню «Stop, Focus» на цьому ж EP.

## Особисте життя
Гаулетт одружений із співачкою гурту All Saints Наталі Епплтон з 2002 року. Вони виховують сина Ейса та проживають у Гампстеді, передмісті Лондона.
Ліам — фанат фільмів жахів. Одного разу він придбав суперкар McLaren F1, яких було випущено всього 106 машин, але змушений був продати його гонщику Формули 1 Полу Стюарту, так як вважав, що на таких авто страшно їздити.